# East Farnham
East Farnham är en kommun i provinsen Québec i Kanada. Den ligger i regionen Estrie, i den sydöstra delen av landet, 230 km öster om huvudstaden Ottawa.